# Porcellio ovalis
Porcellio ovalis es una especie de crustáceo isópodo terrestre de la familia Porcellionidae.

## Distribución geográfica
Es endémica de Gran Canaria (España).